# Communauté de communes des Coëvrons
La communauté de communes des Coëvrons, habituellement dénommée 3C, est une communauté de communes française, située à l'est du département de la Mayenne et dans la région Pays de la Loire. L'établissement public de coopération intercommunale à fiscalité propre, né officiellement le 31 décembre 2012, a été créé par arrêté préfectoral du 31 août 2012 dans le cadre de la loi du 16 décembre 2010 et du paragraphe VII du schéma départemental de coopération intercommunale, adopté lors de la séance du 25 novembre 2011 de la commission départementale de coopération intercommunale. Son périmètre a fait l'objet d'un arrêté du préfet de la Mayenne en date du 16 décembre 2011. 
- Le nouvel ensemble (créé par l'arrêté préfectoral no 2012244-0005 du 31 août 2012), résulte de la fusion de la communauté de communes de Bais, de la communauté de communes d'Erve et Charnie, de la communauté de communes du Pays d'Évron, de la communauté de communes du Pays de Montsûrs, et de la dissolution du syndicat à vocation économique et touristique des Coëvrons (SVET)[1].
- Il comprend également l'office de tourisme de Sainte-Suzanne - Les Coëvrons.
- Cet établissement public de coopération intercommunale a adopté le nom des Coëvrons, collines bordant à l'est son territoire, et où plusieurs cours d'eau prennent leur source (l'Erve, la Jouanne, l'Aron, l'Orthe, le Treulon et la Vaige notamment).

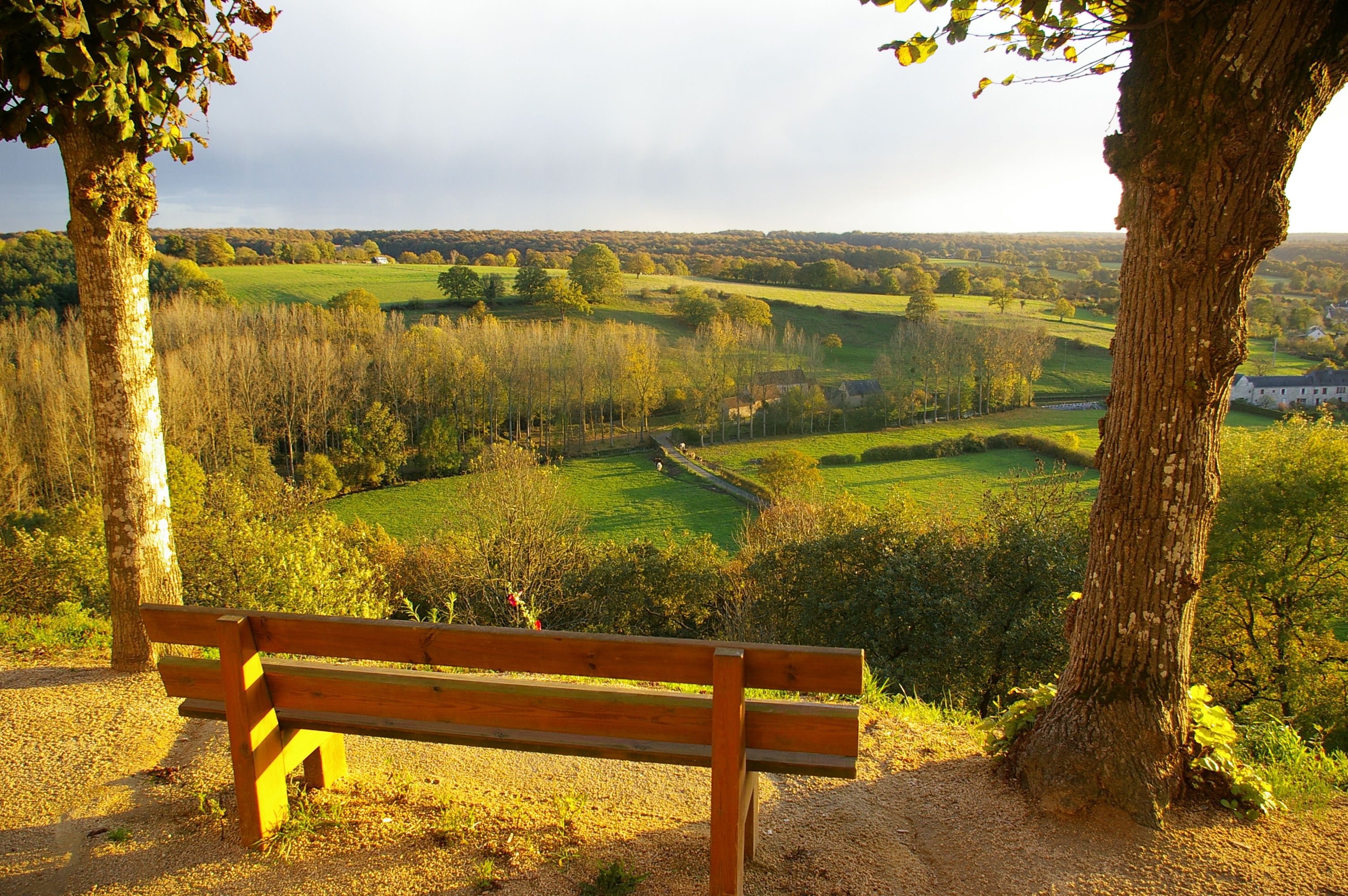
Paysage des Coëvrons (l'Erve et la forêt de la Charnie) depuis la promenade de la Poterne à Sainte-Suzanne-et-Chammes.

## Historique
Aucun groupement formel n'existait avant 1965. Après les élections municipales de mars 1965, en application de l'ordonnance no 59-33 du 5 janvier 1959 relative à la décentralisation et à la simplification de l’administration communale, et sous l'impulsion du préfet de la Mayenne de l'époque, Lucien Vochel, les communes se regroupèrent, au départ par canton, pour former des syndicats intercommunaux. Le premier créé en Coëvrons fut celui de Sainte-Suzanne.
- 21 octobre 1965 : création du SIVM Syndicat intercommunal à vocations multiples du canton de Sainte-Suzanne (Mayenne).
- février 1966 : création du SIVM Syndicat intercommunal à vocations multiples du canton d'Évron.
- mai 1966 : création du SVET (Syndicat à vocation économique et touristique des Coëvrons), sous l'impulsion de Raoul Vadepied sénateur-maire d'Évron.

Le district urbain, ancienne forme de coopération intercommunale créée par l'ordonnance no 59-30 du 5 janvier 1959, à l'origine réservé au milieu urbain, fut étendue aux zones rurales par la loi no 70-1297 du 31 décembre 1970. Cette forme a disparu à compter du 1er janvier 2002 en application de la loi no 99-586 du 12 juillet 1999 relative au renforcement et à la simplification de la coopération intercommunale.
- 10 juin 1991 : transformation en district du Syndicat intercommunal à vocations multiples d'Évron.
- 13 novembre 1991 : création du groupement de communes de Bais.
- 4 décembre 1992 : transformation en district d'Erve et Charnie du Syndicat intercommunal à vocations multiples de Sainte-Suzanne.
- 1er janvier 1993 : adhésion de la commune de Saulges au district d'Erve et Charnie.
- 24 novembre 1995 : création de la communauté de communes du Pays de Montsûrs.
- 29 juin 2000 : transformation en communauté de communes du district d'Erve et Charnie.
- 19 décembre 2000 : transformation en communauté de communes du district d'Évron.
- 21 décembre 2001 : transformation en communauté de communes du district de Bais.
- 2003 : Groupe de travail sur un projet de territoire.
- 1er janvier 2004 : adhésion de la commune de Saint-Georges-le-Fléchard à la Communauté de communes d'Erve et Charnie.
- mai 2004 : Charte de territoire. Guy Besnier, alors président du SVET, et Daniel Desmots, alors président de la commission Intercommunalité du SVET, écrivent en préambule de la charte : « Les élus ont décidé de concrétiser cet engagement commun en émettant le souhait fort de former au 1er janvier 2007 une communauté de communes unique, issue de la fusion des quatre intercommunalités existantes dans un but d’efficacité, de lisibilité et de simplification à l’échelle d’un bassin de vie. » Ce projet, toutefois, ne se réalisera pas avant l'échéance électorale de 2008.
- mai 2008 : Jean-Noël Ravé, nouveau Président du SVET, annonce son souhait de rapprochement, au cours du mandat 2008-2014, des quatre communautés de communes et du SVET.
- 22 octobre 2008 : Jean-Pierre Morteveille réunit à Sainte-Suzanne les présidents de chaque communauté de communes et installe un Comité de pilotage Coëvrons 2012.
- 1er janvier 2009 : création de l'Office de Tourisme des Coëvrons, par fusion des Offices de tourisme et Syndicats d'initiative de Bais, Évron, Montsûrs, Sainte-Suzanne et Saulges.
- 16 décembre 2010 : Loi no 2010-1563 portant Réforme des collectivités territoriales.
- Mai-juillet 2010 et avril-mai 2012 : Création de sept commissions de travail thématiques : Économie et tourisme, Culture et patrimoine, Sports et Loisirs, Services à la personne, Voirie, Subventions, Charte.
- septembre 2011 - février 2012 : Commission sur la fiscalité.
- 25 novembre 2011 : réunion de la Commission départementale de coopération intercommunale et adoption du schéma départemental de coopération intercommunale.
- 16 décembre 2011 : arrêté du Préfet de la Mayenne définissant le périmètre du rapprochement des 4 communautés de communes et du syndicat.

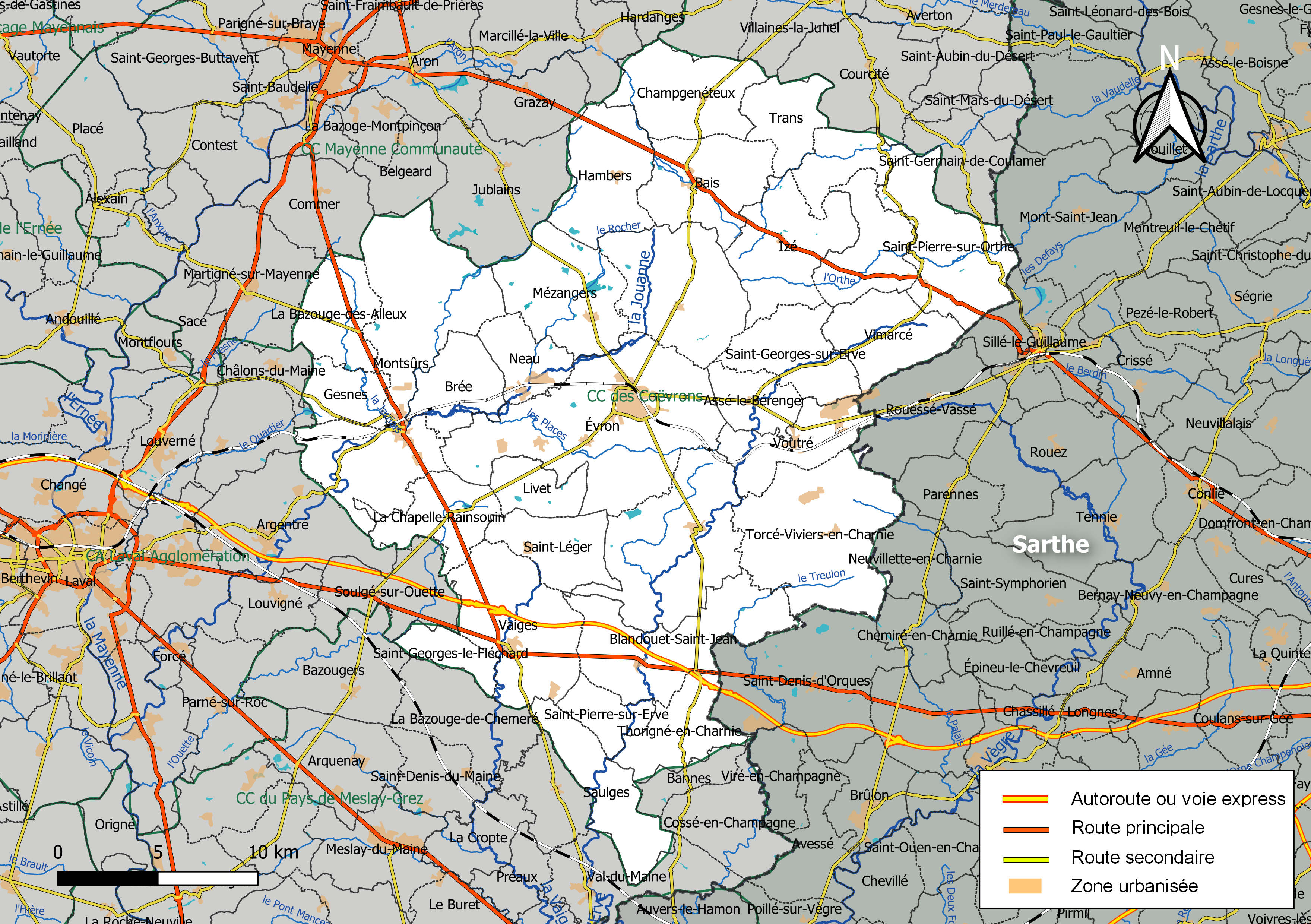
Carte de la communauté de communes des Coëvrons au 1er janvier 2019.

- En mars 2012, dans le cadre du schéma départemental de coopération intercommunale, les 4 conseils communautaires et une majorité qualifiée des 39 communes se prononcent en faveur de la fusion de la communauté de communes du Pays d'Évron, de la Communauté de communes d'Erve et Charnie, de la Communauté de communes du Pays de Montsûrs, de la Communauté de communes de Bais, et du syndicat à vocation économique et touristique des Coëvrons (SVET), en une Communauté de communes des Coëvrons (« 3C »).
- Mai 2012 : Finalisation du travail des commissions, détermination des compétences, rédaction des statuts.
- Juin et juillet 2012 : vote des statuts par les cinq EPCI, qui approuvent tous les nouvelles compétences, et par les 39 communes. 37 se prononcent favorablement, une vote contre, une s'abstient.
- 6 août 2012 : arrêtés n° 2012214s de la Préfète de la Mayenne dissolvant les cinq EPCI au 30 décembre 2012.
- 31 août 2012 : arrêté no 20012244-0005 de la préfète de la Mayenne portant fusion des cinq EPCI et création de la Communauté de communes des Coëvrons au 31 décembre 2012.
- 19 novembre 2012 : premier conseil communautaire : élection du président Jean-Pierre Morteveille et du bureau.
- 10 décembre 2012 : deuxième conseil communautaire : élection des conseillers communautaires délégués.
- 31 décembre 2012 : naissance officielle de la Communauté de communes des Coëvrons.
- 16 avril 2014 : élections communautaires. Jean-Pierre Morteveille réélu président.
- 24 juillet 2014 : arrêté préfectoral n° 2014204-0005[2] modifiant le nombre de conseillers communautaires, qui passe de 68 à 60.
- 22 septembre 2014 : élections communautaires. Jean-Pierre Morteveille ne se représente pas, Joël Balandraud élu président.
- 7 février 2015 : séminaire des maires sur la mutualisation des services et les communes nouvelles.
- 1er janvier 2016 : création de la commune nouvelle de Sainte-Suzanne-et-Chammes.
- 1er janvier 2016 : mutualisation de la communauté de communes des Coëvrons avec la mairie d'Evron.
- 1er janvier 2017 : création des communes nouvelles de Blandouet-Saint Jean et Montsûrs-Saint-Céneré.
- 1er janvier 2019 : création des communes nouvelles d'Évron et Montsûrs.
- 1er janvier 2021 : création de la commune nouvelle de Vimartin-sur-Orthe.

## Territoire communautaire

### Géographie

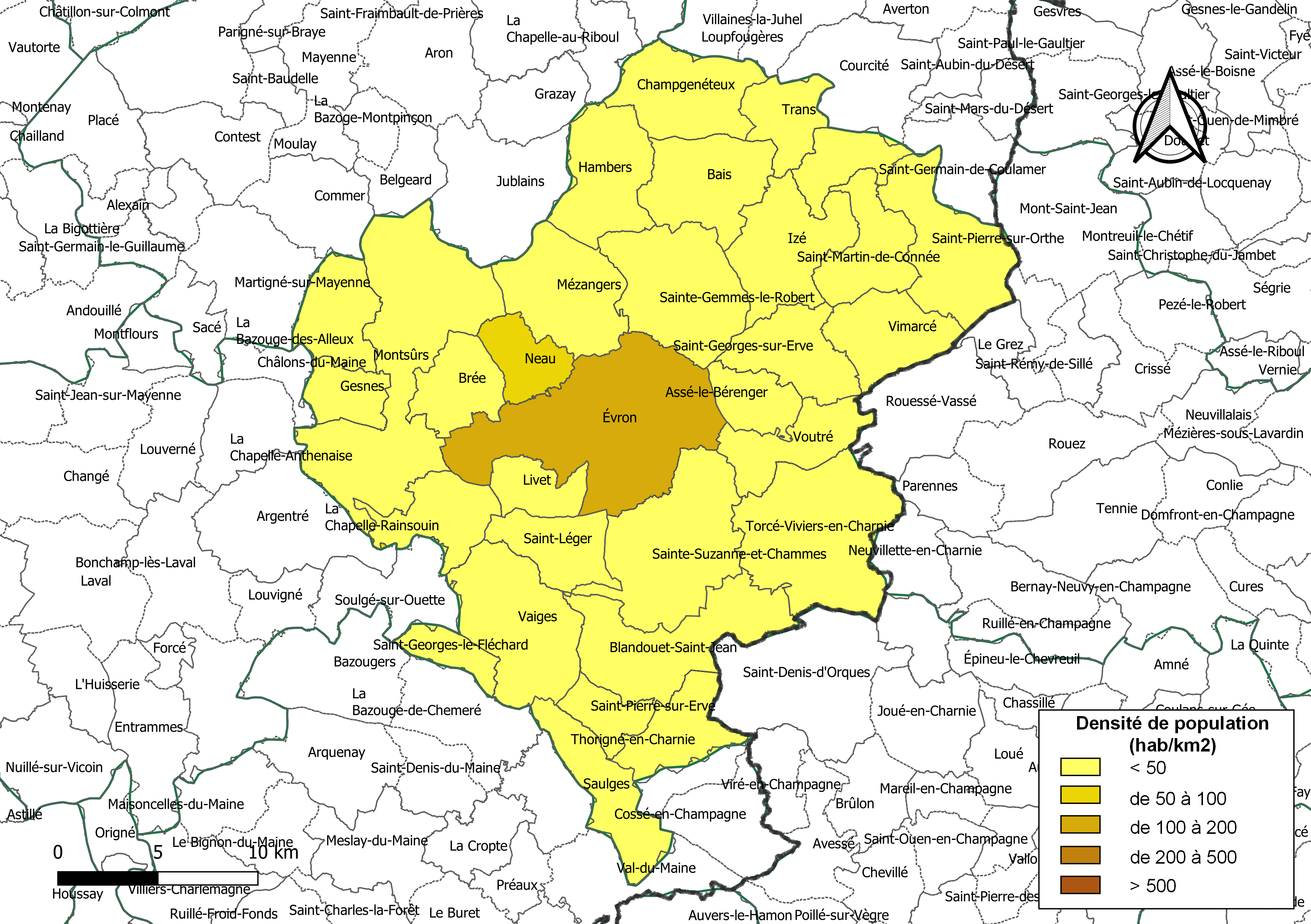
Carte des densités de population (millésimée 2016) des communes de la communauté de communes des Coëvrons. Composition en communes au 1er janvier 2019.

Située à l'est  du département de la Mayenne, la communauté de communes des Coëvrons regroupe 31 communes et présente une superficie de 785,8 km2.
La région vallonnée des Coëvrons, qui offre un paysage verdoyant de bocage, est traversée par plusieurs petites rivières : l'Erve, la Jouanne, l'Aron, la Vaige, la Deux-Évailles, le Treulon, et bordée par de nombreux bois et forêts : forêt de Charnie, forêt de Sillé, bois d'Hermet, bois de Crun, bois du Tay, bois des Vallons, forêt de Bourgon par exemple. Le point culminant du territoire est le Mont Rochard (357m) à Sainte-Gemmes-le-Robert, les autres sites naturels remarquables sont le Montaigu (291m) à Hambers, le Tertre Ganne (188m) à Sainte-Suzanne, l'étang du Gué de Selle à Mézangers, le site du canyon et des grottes de Saulges (Natura 2000) à Saint-Pierre-sur-Erve et Thorigné-en-Charnie, ou encore l'étang de la Fenderie sur Deux-Évailles - Montourtier.

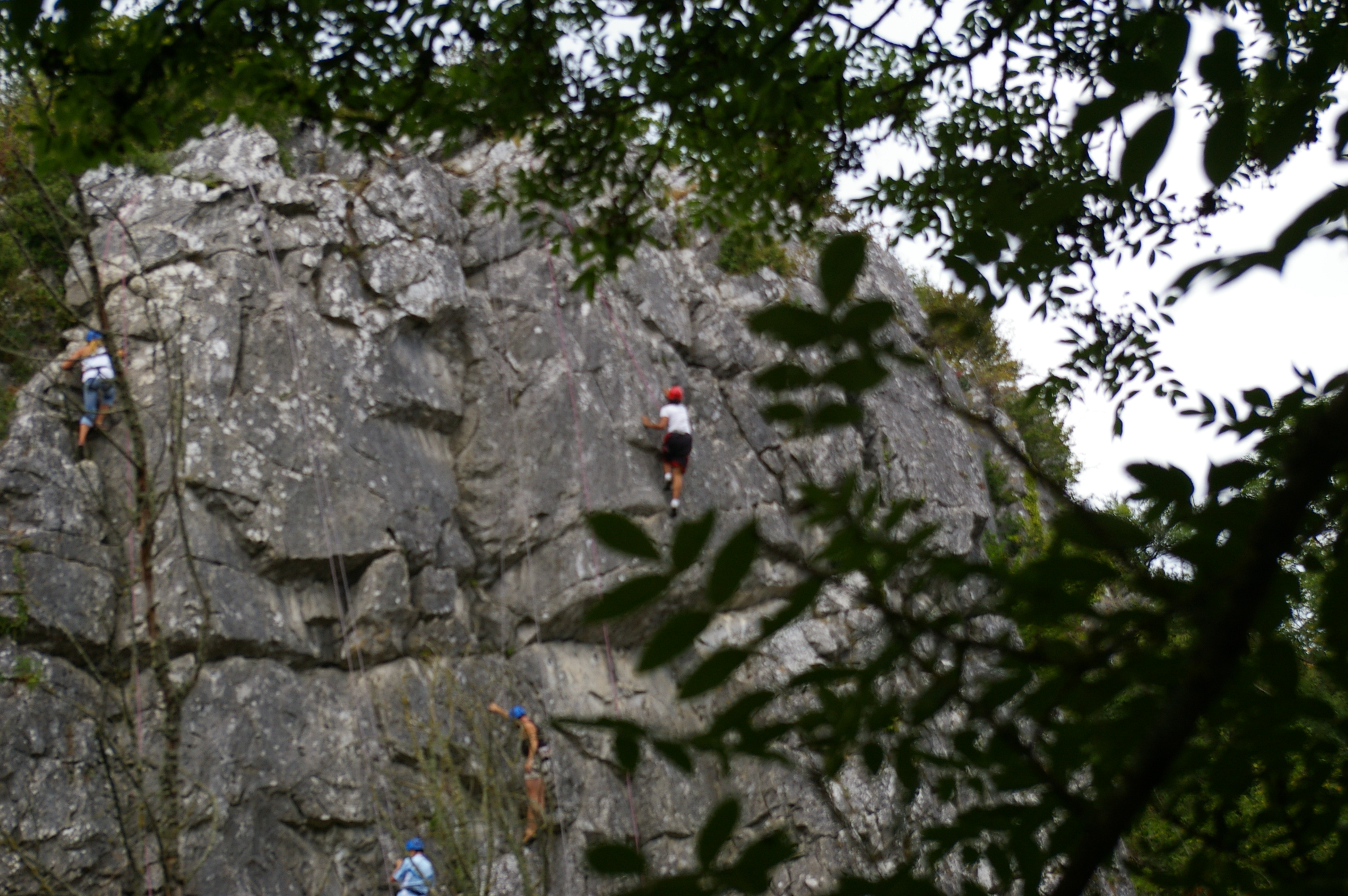
Escalade au canyon de Saulges.
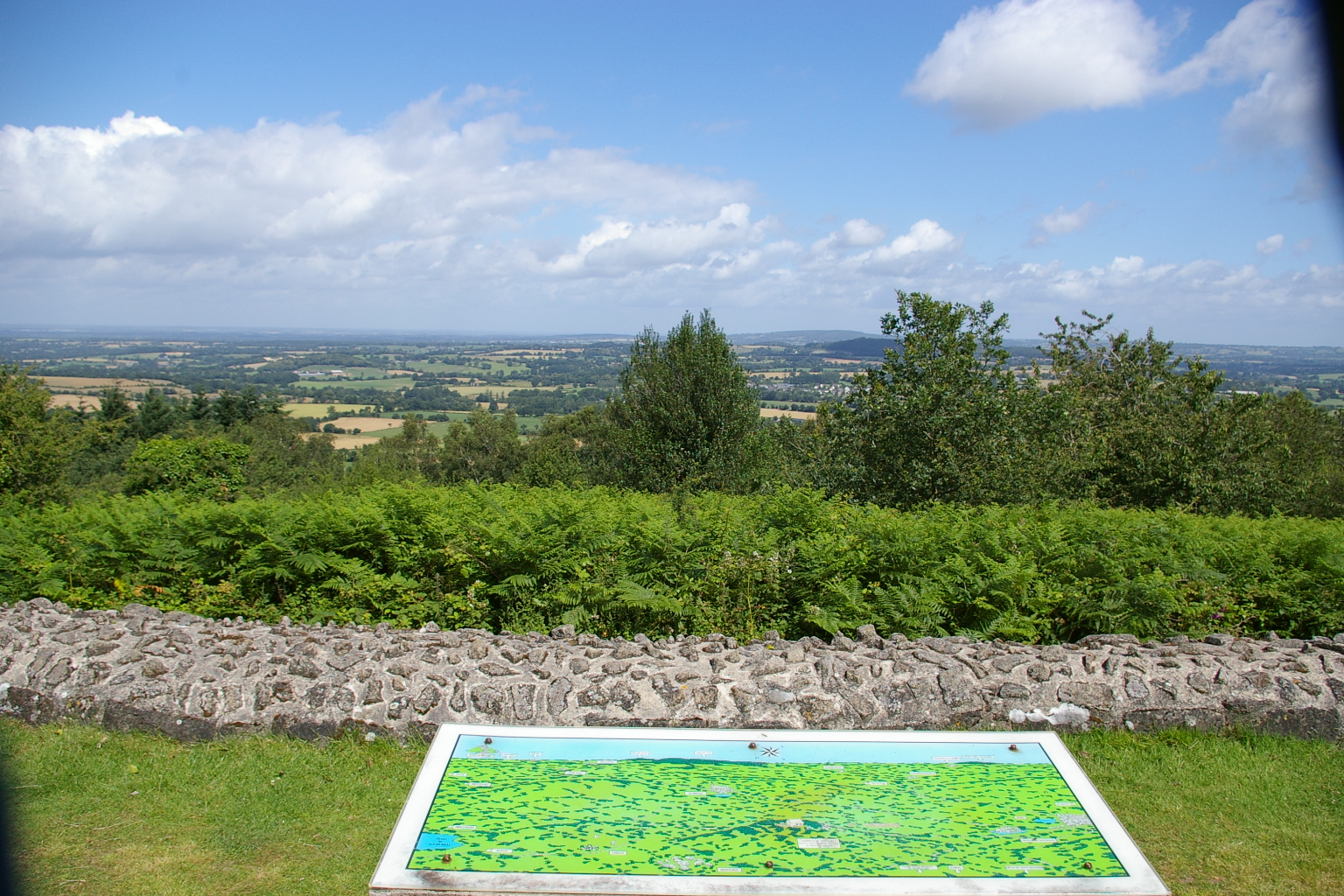
Le Montaigu à Hambers.
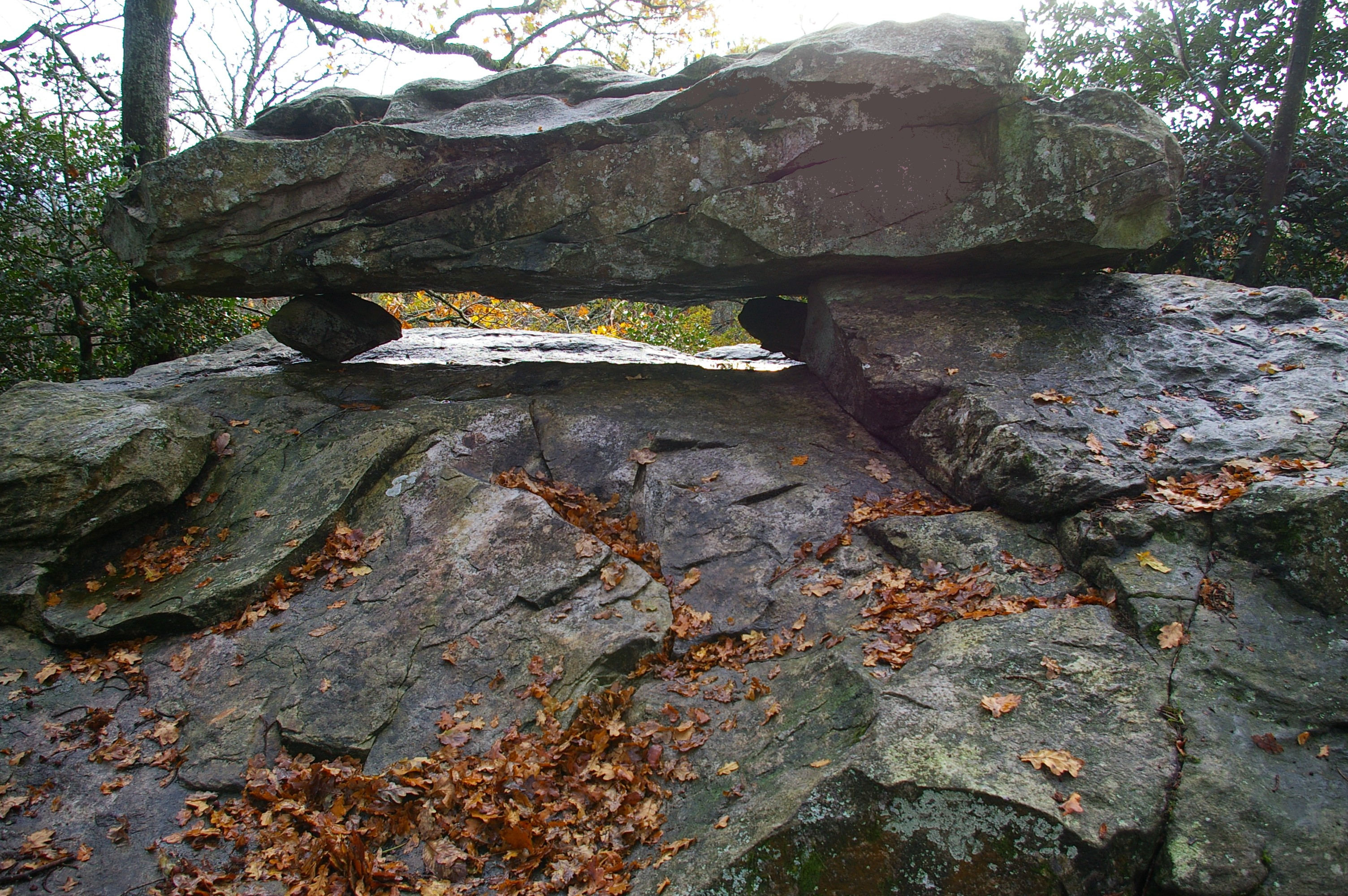
La pierre au diable, forêt de Charnie à Torcé-Viviers-en-Charnie.
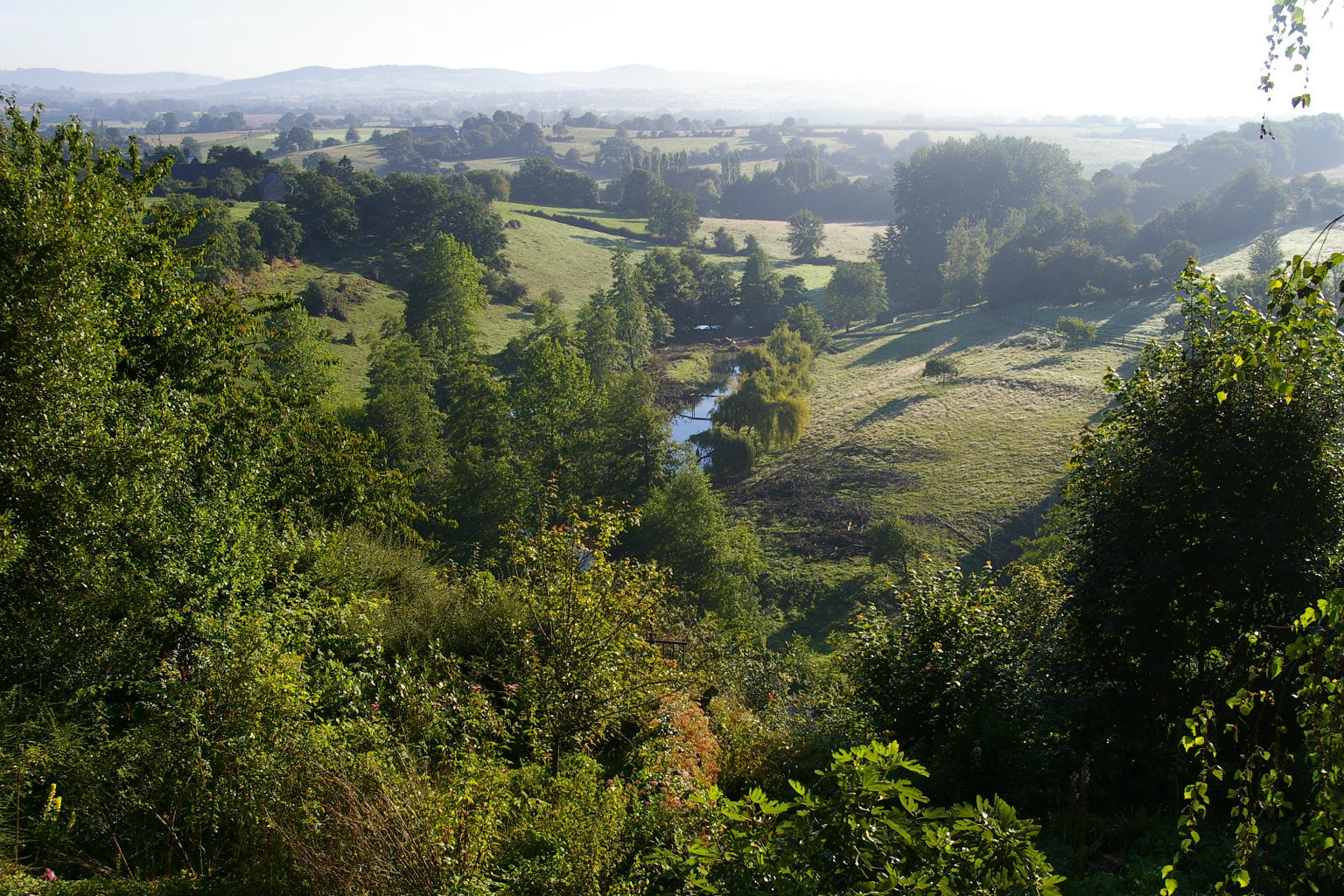
La vallée de l'Erve à Sainte-Suzanne.
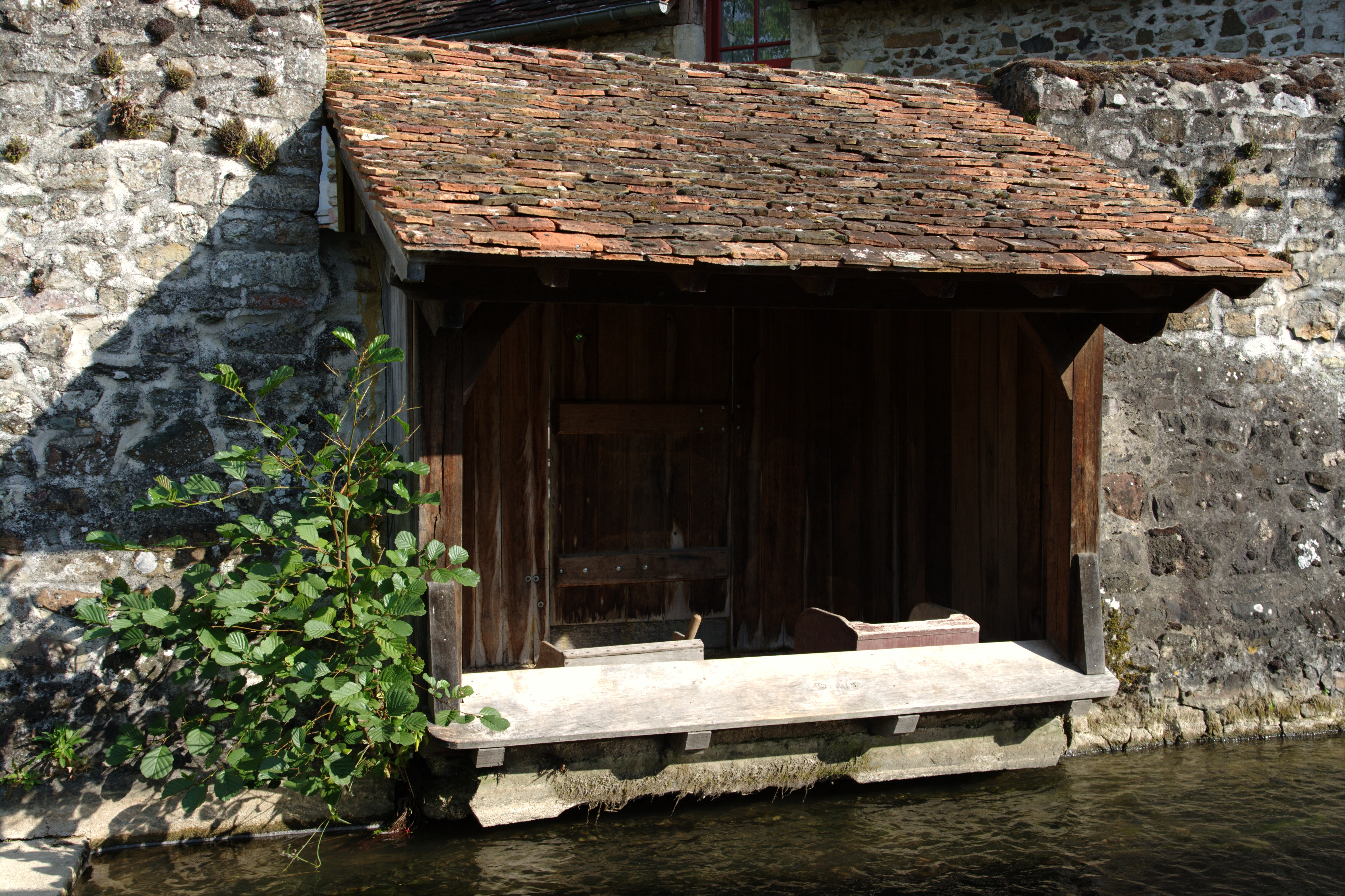
Lavoir sur la rivière Erve.
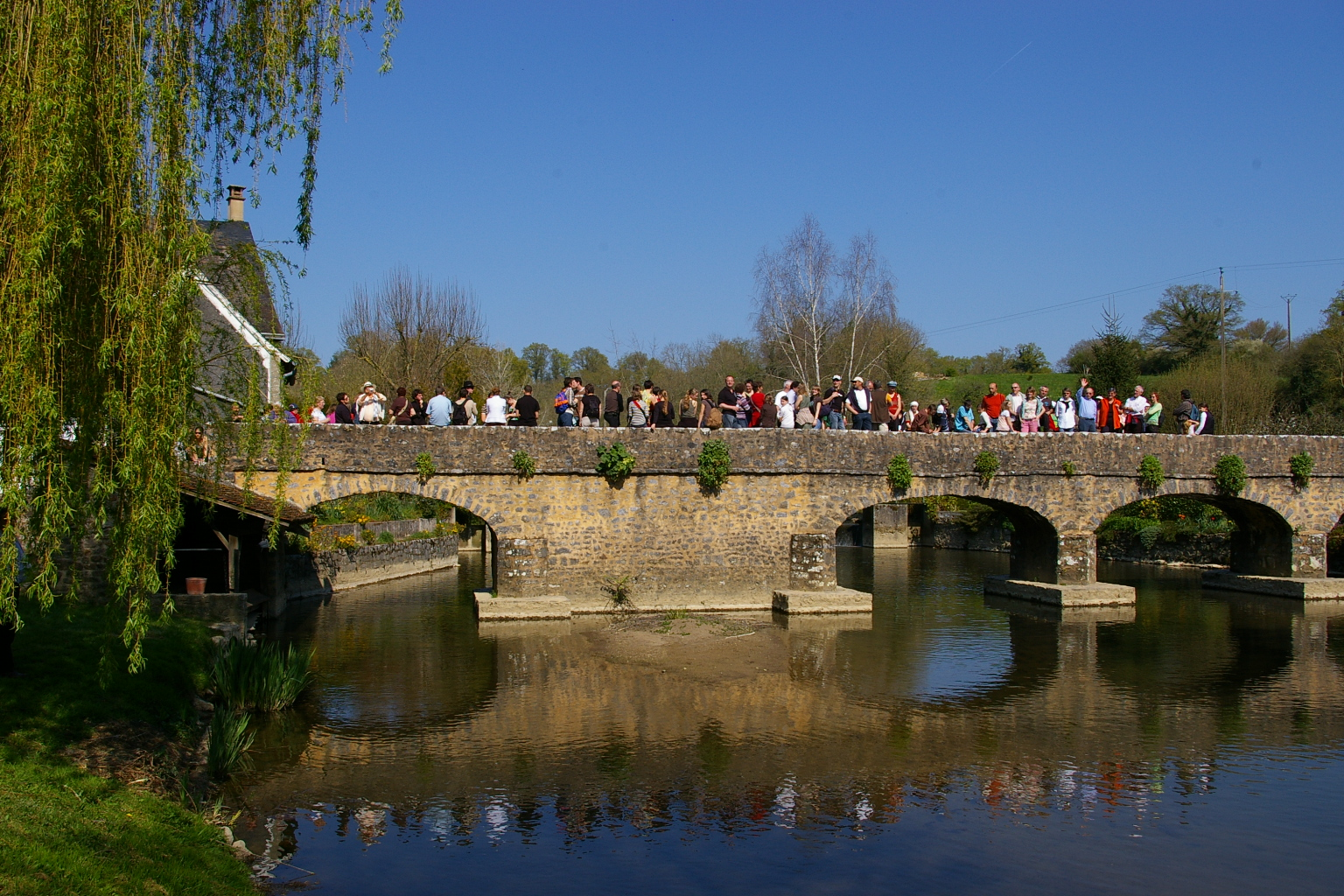
Le pont Piétons (XIIe siècle) de Saint-Pierre-sur-Erve.
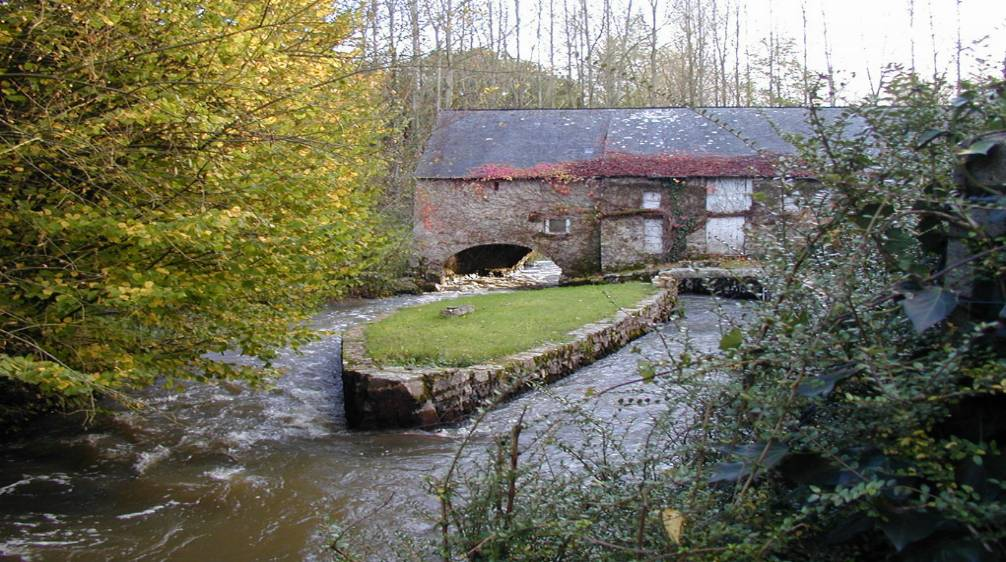
L'Erve.
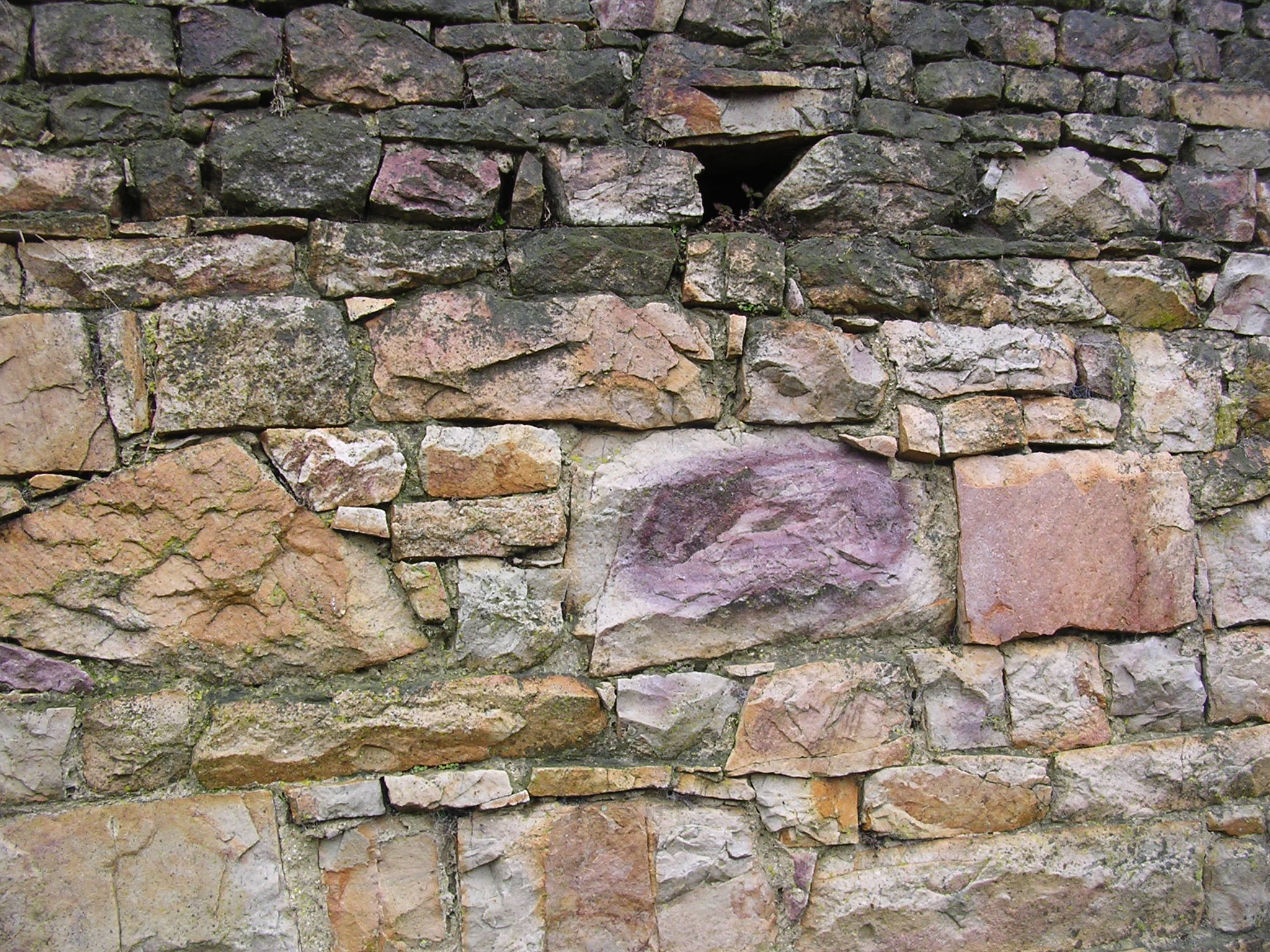
Le grès rose de Sainte-Suzanne.
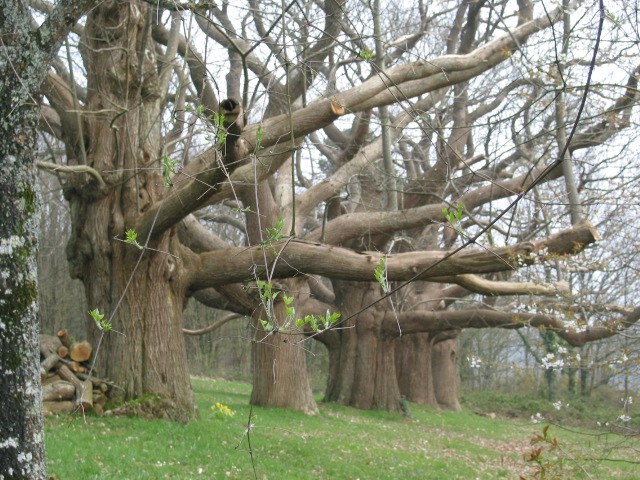
La forêt de Charnie : les châtaigniers du Tertre Ganne.

### Composition
La communauté de communes est composée des 29 communes suivantes :

| Nom                         | Code Insee | Gentilé             | Superficie (km2) | Population (dernière pop. légale) | Densité (hab./km2) |
| --------------------------- | ---------- | ------------------- | ---------------- | --------------------------------- | ------------------ |
| Évron (siège)               | 53097      | Évronnais           | 68,24            | 8 380 (2022)                      | 123                |
| Assé-le-Bérenger            | 53010      | Asséens             | 11,68            | 419 (2022)                        | 36                 |
| Bais                        | 53016      | Baidicéens          | 26,23            | 1 220 (2022)                      | 47                 |
| La Bazouge-des-Alleux       | 53023      | Alleusiens          | 18,1             | 550 (2022)                        | 30                 |
| Blandouet-Saint Jean        | 53228      |                     | 36,72            | 556 (2022)                        | 15                 |
| Brée                        | 53043      | Bréens              | 16,41            | 584 (2022)                        | 36                 |
| Champgenéteux               | 53053      | Campogenéteusiens   | 25,11            | 495 (2022)                        | 20                 |
| La Chapelle-Rainsouin       | 53059      | Capellorainsouinais | 18,05            | 413 (2022)                        | 23                 |
| Gesnes                      | 53105      | Gênois              | 11,21            | 238 (2022)                        | 21                 |
| Hambers                     | 53113      | Hambersois          | 25,93            | 625 (2022)                        | 24                 |
| Izé                         | 53120      | Izéens              | 28,15            | 458 (2022)                        | 16                 |
| Livet                       | 53134      | Livétains           | 11,16            | 187 (2022)                        | 17                 |
| Mézangers                   | 53153      | Mézangéens          | 29,34            | 625 (2022)                        | 21                 |
| Montsûrs                    | 53161      | Montsurais          | 68,14            | 3 192 (2022)                      | 47                 |
| Neau                        | 53163      | Néogilois           | 12,65            | 757 (2022)                        | 60                 |
| Saint-Georges-le-Fléchard   | 53220      | Fléchardais         | 8,44             | 378 (2022)                        | 45                 |
| Saint-Georges-sur-Erve      | 53221      | Ervigeorgeais       | 20,17            | 394 (2022)                        | 20                 |
| Saint-Léger                 | 53232      | Légéréens           | 17,22            | 323 (2022)                        | 19                 |
| Saint-Pierre-sur-Erve       | 53248      | Pétri-Arviens       | 9,74             | 132 (2022)                        | 14                 |
| Saint-Thomas-de-Courceriers | 53256      |                     | 12,95            | 162 (2022)                        | 13                 |
| Sainte-Gemmes-le-Robert     | 53218      | Sainte-Gemmois      | 35,62            | 770 (2022)                        | 22                 |
| Sainte-Suzanne-et-Chammes   | 53255      |                     | 44,2             | 1 197 (2022)                      | 27                 |
| Saulges                     | 53257      | Salviens            | 21,81            | 328 (2022)                        | 15                 |
| Thorigné-en-Charnie         | 53264      | Thorignéens         | 17,57            | 190 (2022)                        | 11                 |
| Torcé-Viviers-en-Charnie    | 53265      | Torcé-Viviens       | 48,77            | 770 (2022)                        | 16                 |
| Trans                       | 53266      | Transéens           | 15,43            | 227 (2022)                        | 15                 |
| Vaiges                      | 53267      | Vaigeois            | 36,26            | 1 164 (2022)                      | 32                 |
| Vimartin-sur-Orthe          | 53249      | Vimartois           | 71,92            | 1 107 (2022)                      | 15                 |
| Voutré                      | 53276      | Voutréens           | 18,57            | 905 (2022)                        | 49                 |

### Démographie
| 1968   | 1975   | 1982   | 1990   | 1999   | 2008   | 2013   | 2018   |
| ------ | ------ | ------ | ------ | ------ | ------ | ------ | ------ |
| 24 745 | 24 353 | 25 011 | 25 187 | 25 931 | 27 129 | 27 541 | 27 189 |

### Transports
Le territoire est principalement traversé par l'autoroute A 81 (E 50) (Le Mans - La Gravelle) - sortie par les échangeurs 01 de Joué-en-Charnie et 02 de Vaiges - et par plusieurs routes départementales :
- La D 57 (Saint-Georges-le-Fléchard - Thorigné-en-Charnie),
- La D 7 (Mézangers - Saulges),
- La D 9 (Montsûrs - Torcé-Viviers-en-Charnie),
- La D 125 (Vaiges - Voutré),
- La D 32 (Saint-Céneré - Voutré),
- La D 20 (Vaiges - Champgenêteux),
- La D 35 (Bais - Saint-Pierre-sur-Orthe).

Sainte-Suzanne, Évron et Saulges, dont les sites touristiques sont signalés sur l'A 81 (E 50), se trouvent à moins de 20 km des échangeurs 01 (Joué-en-Charnie) et 02 (Vaiges).
La voie ferrée, sur la ligne Le Mans - Laval : TER Pays de la Loire assure les liaisons via les gares d'Évron, de Voutré, de Neau et de Montsûrs.
Les gares TGV les plus proches sont la gare de Laval, celle de Sablé-sur-Sarthe et celle du Mans.

### Économie
- Agriculture : race bovine Rouge des prés, Bœuf fermier du Maine, céréales, agriculture bio, aviculture, fromageries…
- Industries agro-alimentaires : Abattoirs Socopa (Bigard), fromagerie du Groupe Bel (fabrication du babybel); volailles de Loué
- Carrières : à Neau, Voutré, Torcé-Viviers-en-Charnie
- Industries et P.M.E. à Évron, Montsûrs, Vaiges
- Tourisme : Sainte-Suzanne, parmi les Plus beaux villages de France, Espace Nature et Préhistoire de Saulges, Abbaye Notre-Dame d'Évron, Petites cités de caractère de Sainte-Suzanne, Saulges et Saint-Pierre-sur-Erve, Sites de l'étang du Gué de Selle, du Montaigu, du tertre Ganne, du mont Rochard et de l'étang de la Fenderie, randonnées pédestres, équestres et VTT, pêche, gastronomie, animations historiques et sportives....

### Patrimoine historique et culturel
- L'ensemble des communes fait partie du Pays d'art et d'histoire Coëvrons-Mayenne.
- Un village classé Commune touristique, parmi les Plus Beaux Villages de France et les Stations vertes  : Sainte-Suzanne
- Trois villages classés Petites cités de caractère : Saint-Pierre-sur-Erve, Sainte-Suzanne et Saulges
- Sept communes classées comme villages fleuris (2014) : Montsûrs***, Saint-Céneré**, Saint-Jean-sur-Erve**, Sainte-Suzanne**, Saulges**, Évron** et Neau*.
- à Bais, l'église Notre-Dame-de-l'Assomption
- à Brée : le château de la Courbe
- à Châtres-la-Forêt : château de Montecler
- à Évron : la basilique, l'abbaye Notre-Dame
- à Hambers : le Montaigu et la chapelle du Montaigu
- à Mézangers : le château du Rocher, l'étang du Gué de Selle
- à Montourtier : Le château de Bourgon
- à Neau, les fresques de l'église Saint-Vigor
- à Sainte-Gemmes-le-Robert : le Rubricaire
- à Saint-Georges-sur-Erve : le château de Foulletorte
- à Sainte-Suzanne : la promenade de la Poterne, le musée de l'auditoire, le Grand-Moulin et la promenade des moulins, le dolmen des Erves, le mur vitrifié, le camp des anglais, le tertre Ganne
- à Saulges : les grottes de Saulges, l'oratoire de Saint-Céneré, l'église Saint-Pierre
- Petit patrimoine de pays : nombreux fours à chaux, chapelles, manoirs, châteaux, moulins, lavoirs et calvaires.

## Administration

### Siège
Le siège de la communauté de communes est situé à Évron.

### Les élus
Le conseil communautaire de la communauté de communes des Coëvrons se compose de 55 membres représentant chacune des communes et élus pour une durée de six ans.
Ils sont répartis comme suit :
| Nombre de délégués | Communes                                |
| ------------------ | --------------------------------------- |
| 17                 | Évron                                   |
| 6                  | Montsûrs                                |
| 3                  | Vimartin-sur-Orthe                      |
| 2                  | Bais, Sainte-Suzanne-et-Chammes, Vaiges |
| 1                  | toutes les autres communes              |

### Présidence
À la suite des élections municipales et communautaires de 2020, le conseil communautaire a réélu Joël Balandraud président de la communauté de communes, ainsi que 11 vice-présidents et 2 conseillers délégués.
| Période           | Période                      | Identité                | Étiquette | Qualité                 |
| ----------------- | ---------------------------- | ----------------------- | --------- | ----------------------- |
| 31 décembre 2012  | 22 septembre 2014            | Jean-Pierre Morteveille | SE        | Maire de Sainte-Suzanne |
| 22 septembre 2014 | En cours (au 9 juillet 2020) | Joël Balandraud         | UDI       | Maire d'Évron           |

### Compétences
- Compétences obligatoires :
  - En matière d'aménagement de l'espace communautaire : schéma de cohérence territoriale (SCOT) et schéma de secteur; zones d'aménagement concerté (ZAC) d'intérêt communautaire; Charte de Pays; plan de déplacements urbains.
  - En matière de développement économique : aménagement, entretien et gestion des zones d'activité industrielle, commerciale, tertiaire, artisanale ou touristique qui sont d'intérêt communautaire: zones communautaires existantes, et zones à créer; actions de développement économique d'intérêt communautaire; Soutien au développement économique : participation au contournement routier de Bais, Évron-Châtres-la-Forêt, Montsûrs et Sainte-Suzanne; Soutien aux associations et/ou structures départementales qui concourent au développement économique et/ou à l'emploi, et/ou à l'accueil, l'information et l'orientation.
  - Création, aménagement ou entretien de voirie d'intérêt communautaire;
  - Élimination et valorisation des déchets des ménages et déchets assimilés;

- Compétences facultatives :
  - Protection et mise en valeur de l'environnement, le cas échéant dans le cadre de schémas départementaux de soutien aux actions de maîtrise de la demande d'énergie :
    - Service public d'assainissement non collectif (SPANC) sur les communes de Blandouet, Chammes, Saint-Georges-le-Fléchard, Saint-Jean-sur-Erve, Saint-Pierre-sur-Erve, Saulges, Thorigné-en-Charnie, Torcé-Viviers-en-Charnie et Vaiges jusqu'au 31 décembre 2018;
    - Éducation et sensibilisation en matière environnementale;
    - Études relatives à la perte de biodiversité;
    - Plan climat-énergie territorial;
    - Aménagements de la rivière l'Orthe.

  - Politique du logement et du cadre de vie :
    - Plan local de l'habitat;
    - Aires de grand passage des gens du voyage.

  - Construction, entretien et fonctionnement d'équipements culturels et sportifs et d'équipements de l'enseignement préélémentaire et élémentaire :
    - Équipements sportifs :
      - Piscines de Bais et Jean Taris à Sainte-Suzanne; Jardin aquatique et piscine extérieure à Évron;
      - Halle des sports et terrain attenant, à Bais;
      - Base de voile et loisirs (swin golf et football), et centre d'hébergement au Gué de Selle à Mézangers;
      - Complexe sportif et Dojo à Montsûrs;
      - Salle polyvalente à Vaiges,
      - Salle de sports et terrains de tennis attenants à Voutré.

    - Animation sportive :
      - Financement de l'animation sportive pour les élèves des classes primaires durant le temps scolaire;
      - Financement de l'enseignement de la natation pour les élèves des classes primaires et du secondaire.

    - Équipements culturels :
      - Musées : Musée de l'auditoire et Grand-moulin à Sainte-Suzanne, Espace nature et préhistoire de Saulges;
      - Cinémas Yves Robert à Évron, Le Majestic à Montsûrs;
      - Écoles et conservatoires de musique, danse, Beaux-arts et d'art dramatique;
      - Bibliothèques et points-lecture;
      - Médiathèques;
      - Ludothèques;
      - Pôle Culturel des Coëvrons et financement de spectacles pouvant être décentralisés sur le territoire de la communauté de communes;
      - Transports des élèves des classes primaires du collège et du secondaire vers les équipements culturels sus-désignés.

    - Transports vers les équipements sportifs et culturels :
      - Transport des élèves des classes primaires pour accéder aux équipements sportifs communautaires;
      - Transport des élèves des classes sus-mentionnées pour accéder aux piscines communautaires.

  - Action sociale d'intérêt communautaire :
    - Portage des repas à domicile;
    - Aide à domicile;
    - Maisons de santé pluridisciplinaires et pôles santé;
    - Épiceries sociales;
    - Aide alimentaire.

  - Construction, entretien et fonctionnement d'équipements touristiques :
    - Sites naturels :
      - Espace Nature et Préhistoire de Saulges sis à Thorigné-en-Charnie et Saint-Pierre-sur-Erve;
      - Plan d'eau à Bais;
      - Sentiers de randonnées suivant plans annexés aux délibérations;
      - Site du Gué de Selle à Mézangers;
      - Site du Montaigu à Hambers;
      - Site du Bois du Tay à Hambers;
      - Site de la Fenderie à Deux-Évailles et Montourtier.

    - Bâtiments : 
      - Grand-Moulin, 2 rue aux chevaux à Sainte-Suzanne;
      - Village de vacances, 1 rue du verger à Sainte-Suzanne;
      - Ensemble de bâtiments, quelle que soit leur destination, construits sur les sites naturels précités;

    - Autres :
      - Offices de tourisme et syndicats d'initiative;
      - Camping de Bais;
      - Soutien aux manifestations se déroulant sur le territoire intercommunal et ayant un rayonnement au moins sur l'ensemble des Coëvrons.

  - Enfance-Jeunesse :
    - Relais assistantes maternelles;
    - Accueils de loisirs sans hébergement pour la jeunesse (3 - 18 ans).

  - Soutien aux associations : 
    - Soutien aux associations œuvrant dans le domaine des personnes âgées;
    - Soutien aux associations œuvrant dans le domaine de la culture et des Beaux-arts;
    - Soutien aux associations œuvrant dans le domaine de l'éducation et de la vie sociale.

### Régime fiscal et budget
Le régime fiscal de la communauté de communes est la fiscalité professionnelle unique (FPU).